# Schulten Hedfeld
Schulten Hedfeld ist eine Hofschaft in Halver im Märkischen Kreis im Regierungsbezirk Arnsberg in Nordrhein-Westfalen (Deutschland).

## Lage und Beschreibung

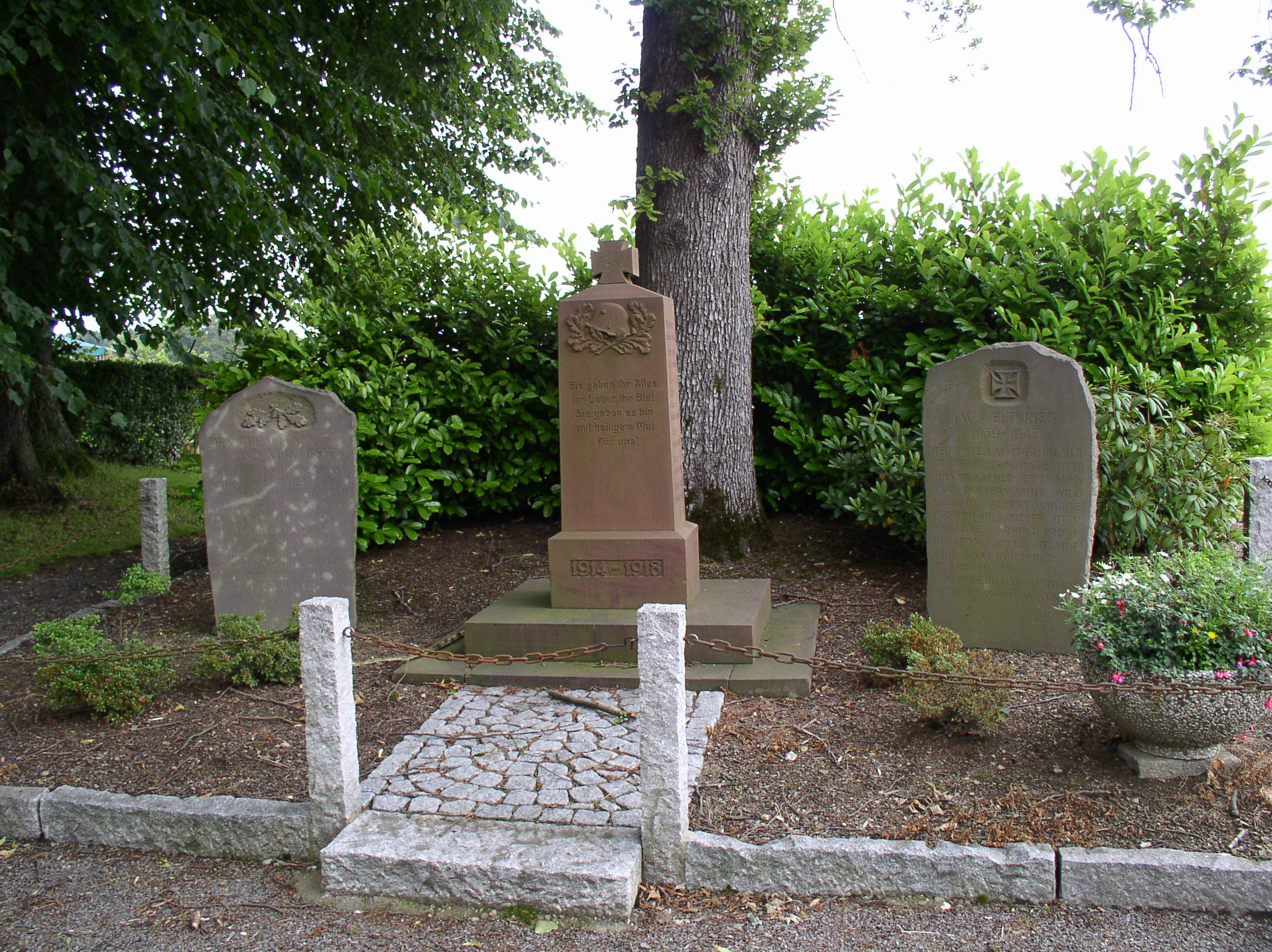
Kriegerdenkmal in Schulten Hedfeld

Schulten Hedfeld liegt auf einer Höhe von 385 Meter über Normalnull im südlichen Halver nahe der Stadtgrenze zu Kierspe. Südlich des Ortes liegt die Kerspetalsperre, westlich befindet sich das Waldgebiet Bommert. Der Ort ist über eine Nebenstraße zu erreichen, die bei Hagebücherhöh von der Landesstraße L284 abzweigt, zur Kreisstraße K3 führt und auch Hagebüchen und Wilhelmshöh anbindet. Weitere Nachbarorte sind Schmidthausen, Wegerhof, Hinter- und Niederhedfeld, Giersiepen, die Schanzmannsmühle und Oberbommert.

## Geschichte
Schulten Hedfeld wurde erstmals 1160 urkundlich erwähnt, die Entstehungszeit der Siedlung wird aber für den Zeitraum zwischen 693 und 750 in der Zeit der zweiten sächsischen Landnahme vermutet. Somit ist Schmidthausen eine der frühen Siedlungen in Halver.
1818 lebten 36 Einwohner im Ort. 1838 gehörte Schulten Hedfeld als Schulten-Hedfeld der Bommerter Bauerschaft innerhalb der Bürgermeisterei Halver an. Der laut der Ortschafts- und Entfernungs-Tabelle des Regierungs-Bezirks Arnsberg als Hof kategorisierte Ort besaß zu dieser Zeit sieben Wohnhäuser und sieben landwirtschaftliche Gebäude. Zu dieser Zeit lebten 46 Einwohner im Ort, allesamt evangelischen Glaubens.
Das Gemeindelexikon für die Provinz Westfalen von 1887 gibt eine Zahl für Schultenhedfeld von 36 Einwohnern an, die in acht Wohnhäusern lebten.
Seit dem Frühmittelalter (nach anderen Angaben seit frühgeschichtlicher Zeit) führte an Schulten Hedfeld eine bedeutende Altstraße vorbei, der Handels-, Pilger- und Heerweg von Hagen über Breckerfeld, Halver und Rönsahl nach Siegen.